# Torneo Verano 2002 Primera División 'A'
El Torneo de Verano 2002 representó la segunda vuelta del ciclo futbolístico 2001-2002 de la Primera División A fue el décimo segundo torneo corto y decimocuarta temporada del circuito de ascenso profesional en México. Se desarrolló del mes de enero hasta mayo de 2002, con 19 jornadas de 10 encuentros cada una. En lo administrativo la división solo hizo un cambio pues se renombró el club Potros Guerreros a Deportivo Acapulco. 
Para el torneo los equipos protagonistas fueron Real San Luis que continuo un buen accionar, se clasificó entre los primeros lugares para finalmente conseguir el título del campeonato y posteriormente derrotarían sin mayores problemas a Veracruz en el juego de ascenso para volver a Primera División tras una espera de 14 años. En tanto el Atlético Mexiquense tuvo una interesante temporada cuando cerro como líder general desde que lo hiciera en el torneo de invierno 97; aunque no trascenderían en liguilla, mismo caso con Zacatepec que nuevamente quedó fuera en la primera oportunidad; en cambio Tampico Madero, Aguascalientes llegaron a semifinales y finalmente los Tigrillos que tuvo un irregular torneo buscando primordialmente salvarse de descender objetivo que completa y aunque matemáticamente no debía calificar terminó ocupando la segunda plaza de calificación de su grupo por el descenso de Oaxaca, accedió a la liguilla mediante la recalificación donde eliminó a Toros Neza, en cuartos darían la sorpresa dejando fuera al líder, en semifinal pasa sobre Tampico para llegar a la final desde que en 1998 lo hicieran por vez última, salvo que no lograrían ganarla en esa oportunidad. 
En contraste los Tiburones Rojos protagonizaron un fatal torneo que como campeones vigentes acabó en último lugar (este mismo caso se volvería a presentar con el Puebla en 2006), se considera que dicha caída libre se debió que la ciudad contó con primera división el torneo de Verano 2002 ya que el Irapuato se traspasó por lo cual la afición abandono al equipo de ascenso como el grupo Pegaso también hizo y estos se evocaron a ascenderlo ya fuese en el juego de ascenso mismo que fallo pero en la promoción logró su objetivo de ascenderlos. En la parte baja del torneo los equipos que prometieron mucho y poco aporte dieron fue Acapulco que supuestamente aspiraba a ascender, Toros Neza que alcanzó la reclasificación y quedó fuera por Tigrillos, mientras Oaxaca mantuvo regularidad sin embargo terminó por descender aunque ganaría la promoción para permanecer.
Las series de promoción para la Primera División se disputaron entre el Veracruz y el León donde el conjunto esmeralda definitivamente descendía en medio de un caos directivo, sin saberlo entonces pasarían 10 largos años batallando por ascender; en cambio Veracruz ascendió y tuvo efímeramente dos equipos en Primera División entonces Grupo Pegaso hizo una encuesta para determinar que conjunto permanecería y cual se movería a Chiapas. La serie para Primera A-Segunda División la disputó Oaxaca y Astros de Ciudad Juárez que ganó apuradamente los chapulineros 6-5 global.

## Sistema de competición
Los 20 equipos participantes se dividieron en 4 grupos de 5 equipos, juegan todos contra todos a una sola ronda intercambiándose al contrario del torneo de invierno, por lo que cada equipo jugó 19 partidos; al finalizar la temporada regular de 20 jornadas califican a la liguilla los 2 primeros lugares de cada grupo y los 4 mejores ubicados en la tabla general califican al repechaje de donde salen los últimos 2 equipos para la Eliminación directa.
- Fase de calificación: es la fase regular de clasificación que se integra por las 20 jornadas del torneo de aquí salen los mejores 8 equipos para la siguiente fase.

- Fase final: se sacarán o calificarán los mejores 8 de la tabla general y se organizarán los cuartos de final con el siguiente orden: 1º vs 8º, 2º vs 7º, 3º vs 6º y 4º vs 5º, siguiendo así con semifinales, y por último la final, todos los partidos de la fase final serán de ida y vuelta.

### Fase de calificación
En la fase de calificación participaron 20 clubes de la Primera División A profesional jugando todos contra todos durante las 20 jornadas respectivas, a un solo partido. 
Se observará el sistema de puntos. La ubicación en la tabla general está sujeta a lo siguiente:
- Por juego ganado se obtendrán tres puntos.
- Por juego empatado se obtendrá un punto.
- Por juego perdido no se otorgan puntos.

El orden de los clubes al final de la Fase de Calificación del torneo corresponderá a la suma de los puntos obtenidos por cada uno de ellos y se presentará en forma descendente. Si al finalizar las 20 jornadas del torneo, dos o más clubes estuviesen empatados en puntos, su posición en la Tabla General será determinada atendiendo a los siguientes criterios de desempate:
1. Mejor diferencia entre los goles anotados y recibidos.
2. Mayor número de goles anotados.
3. Marcadores particulares entre los clubes empatados.
4. Mayor número de goles anotados como visitante.
5. Mejor ubicación en la Tabla General de Cocientes.
6. Tabla Fair Play.
7. Sorteo.

Participan por el título de Campeón de la Primera División 'A' en el Torneo Verano 2002, automáticamente los primeros 4 lugares de cada grupo sin importar su ubicación en la tabla general calificaran, más los segundos mejores 4 lugares de cada grupo, si algún segundo lugar se ubicara bajo los primeros 8 lugares de la tabla general accederá a una fase de reclasificación contra un tercer o cuarto lugar ubicado entre los primeros ocho lugares de la tabla general. Tras la fase de reclasificación los equipos clasificados a cuartos de final por el título serán 8; estos se ordenarán según su posición general en la tabla, si alguno más bajo eliminara a uno más alto, los equipos se recorrerán según su lugar obtenido.

### Fase final
- Calificarán los mejores ocho equipos de la tabla general jugando cuartos de final en el siguiente orden de enfrentamiento, que será el mejor contra el peor equipo

clasificado:
- 1° vs 8°
- 2° vs 7°
- 3° vs 6°
- 4° vs 5°

- En semifinales participarán los cuatro clubes vencedores de cuartos de final, reubicándolos del uno al cuatro, de acuerdo a su mejor posición en la Tabla General de Clasificación al término de la jornada 21, enfrentándose 1° vs 4° y 2° vs 3°.

- Disputarán el título de Campeón del Torneo Verano 2002 los dos clubes vencedores de la fase semifinal.

Todos los partidos de esta fase serán en formato de ida y vuelta, eligiendo siempre el club que haya quedado mejor ubicado en la Tabla General de Clasificación el horario de su partido como local.
Este torneo el club que ganara el título obtiene su derecho de ser necesario el juego de ascenso a Primera División Profesional; para que tal juego se pueda efectuar deberá haber un ganador distinto el Torneo de Invierno 2001, en caso de que el campeón vigente lograra ganar este campeonato, ascenderá automáticamente sin necesidad de jugar esta serie.
La serie extra de ascenso a Primera División se mantuvo vigente, el club elegido será aquel que consiga más puntos en torneo regular sumados entre el torneo de Invierno 2001 y Verano 2002; en caso de que el máximo ganador en puntos ascienda será elegido el inmediato seguidor, de lo contrario ese club gana su derecho de juego. Así mismo la serie de promoción entre Primera División A y Segunda División se mantuvo vigente, la disputaron el equipo descendido matemáticamente de la Primera A y el subcampeón de ascenso de Segunda División.

## Equipos participantes
En el Draft de la Primera A de 2001; se aprobaron 6 cambios de equipos con nombre y/o sede: Potros Marte se convirtió en Potros Guerrero con sede en Acapulco; 
Atlético Yucatán desapareció por Gallos Blancos de Querétaro con sede en Querétaro; Real San Sebastián desapareció por Atlético Chiapas con sede en Tuxtla Gutiérrez; Lobos UAP desapareció por Chapulineros de Oaxaca con sede en Oaxaca; Saltillo desapareció por Tigrillos de Saltillo conservando su sede; Tigres de Ciudad Juárez se convirtió en Cobras de Ciudad Juárez conservando su sede.
Los equipos que ascendieron de Segunda División fueron: Tampico Madero y Potros Zitácuaro; no hubo equipo descendido de Primera División. Para el torneo de Verano Potros Guerrero se renombró oficialmente Acapulco.
| Entidad Federativa | N.º | Equipos                          |
| ------------------ | --- | -------------------------------- |
| Estado de México   | 2   | Atlético Mexiquense y Toros Neza |
| Tamaulipas         | 2   | Correcaminos y Tampico Madero    |
| Estado de Durango  | 1   | Alacranes de Durango             |
| Jalisco            | 1   | Atlético Bachilleres             |
| Chiapas            | 1   | Atlético Chiapas                 |
| Chihuahua          | 1   | Cobras de Ciudad Juárez          |
| Estado de Hidalgo  | 1   | Cruz Azul Hidalgo                |
| Aguascalientes     | 1   | Gallos de Aguascalientes         |
| Querétaro          | 1   | Gallos Blancos de Querétaro      |
| Baja California    | 1   | Tijuana                          |
| Estado de Oaxaca   | 1   | Oaxaca                           |
| Estado de Guerrero | 1   | Guerreros de Acapulco            |
| Michoacán          | 1   | Potros Zitácuaro                 |
| San Luis Potosí    | 1   | Real San Luis                    |
| Estado de Coahuila | 1   | Tigrillos                        |
| Veracruz           | 1   | Veracruz                         |
| Morelos            | 1   | Zacatepec                        |
| Zacatecas          | 1   | Zacatecas                        |

## Información de los equipos
| Equipo                     | Entrenador             | Estadio                          | Capacidad | Ciudad                                | Patrocinador      | Kit          |
| -------------------------- | ---------------------- | -------------------------------- | --------- | ------------------------------------- | ----------------- | ------------ |
| Acapulco                   | Alejandro Hisis        | Unidad Deportiva Acapulco        | 7,000     | Acapulco, Guerrero                    | Pegaso            | Garcis       |
| Aguascalientes             | Sergio Orduña          | Municipal                        | 10,000    | Aguascalientes                        | Cemento Monterrey | Marval       |
| Alacranes de Durango       | Julio César Armendáriz | Francisco Zarco                  | 15,000    | Durango                               | Serfin            | Atletica     |
| Atlético Chiapas           | Diego Malta            | Víctor Manuel Reyna              | 10,000    | Tuxtla Gutiérrez, Chiapas             |                   |              |
| Atlético Mexiquense        | Héctor Hugo Eugui      | Nemesio Díez                     | 27,000    | Toluca, Estado de México              | Banamex           | Atletica     |
| Bachilleres                | Daniel Guzmán          | Jalisco                          | 55,700    | Guadalajara, Jalisco                  | Cerveza Corona    | Atletica     |
| Cobras de Ciudad Juárez    | Francisco Bertocchi    | Olímpico Benito Juárez           | 22,000    | Ciudad Juárez, Chihuahua              | Bimbo             | Atletica     |
| Correcaminos               | José Luis Hernández    | Marte R. Gómez                   | 17,943    | Ciudad Victoria, Tamaulipas           | Cerveza Sol       | Keuka        |
| Cruz Azul Hidalgo          | Juan de Dios Castillo  | 10 de diciembre                  | 10,485    | Ciudad Cooperativa Cruz Azul, Hidalgo | Cemento Cruz Azul | Fila         |
| Nacional Tijuana           | Pablo Luna             | Cerro Colorado                   | 12,789    | Tijuana, Baja California              | Allegro           | Atletica     |
| Oaxaca                     | Sergio Lira            | Benito Juárez                    | 15,000    | Oaxaca de Juárez, Oaxaca              | Pegaso            | Garcis       |
| Potros Zitácuaro           | Pedro Damián Monzón    | Ignacio López Rayón              | 7,000     | Zitácuaro, Michoacán                  | Pegaso            | Garcis       |
| Querétaro                  | Antonio Ascencio       | Corregidora                      | 34,000    | Querétaro, Querétaro                  | Cerveza Sol       | Pirma        |
| Real San Luis              | Juan Antonio Luna      | Plan de San Luis/Alfonso Lastras | 20,000    | San Luis Potosí                       | Coca Cola         | Cruzeiro     |
| Real Sociedad de Zacatecas | Miguel Ángel Arrué     | Francisco Villa                  | 18,000    | Zacatecas, Zacatecas                  | Lala              | Corona Sport |
| Tampico Madero             | José Luis Saldívar     | Tamaulipas                       | 21,000    | Tampico Ciudad Madero                 | Cerveza Superior  | Atlética     |
| Tigrillos                  | Osvaldo Batocletti     | Francisco I. Madero              | 5,575     | Saltillo, Coahuila                    | Cemento Monterrey | Atletica     |
| Toros Neza                 | Carlos Bracamontes     | Neza 86                          | 28,000    | Nezahualcóyotl, Estado de México      | Autofin           | Cruzeiro     |
| Veracruz                   | Pablo Enrique Centrone | Luis "Pirata" Fuente             | 28,000    | Veracruz, Veracruz                    | Pegaso            | Garcis       |
| Zacatepec                  | Cristóbal Ortega       | Agustín Coruco Díaz              | 15,000    | Zacatepec, Morelos                    | Autofin           | Cruzeiro     |

## Torneo regular
| Toros Neza       | 2 – 0 | Real San Luis     | Neza 86             | 5 de enero | 15:00 |
| Nacional Tijuana | 4 – 0 | Cruz Azul Hidalgo | Cerro Colorado      | 5 de enero | 15:00 |
| Zitácuaro        | 2 – 2 | Cobras            | Ignacio López Rayón | 5 de enero | 15:30 |
| Atlético Chiapas | 3 – 2 | Correcaminos      | Víctor Manuel Reyna | 5 de enero | 15:30 |
| Aguascalientes   | 1 – 0 | Veracruz          | Municipal           | 5 de enero | 16:00 |
| RS Zacatecas     | 4 – 2 | Oaxaca            | Francisco Villa     | 5 de enero | 17:00 |
| Querétaro        | 1 – 0 | Tigrillos         | Corregidora         | 5 de enero | 20:00 |
| Durango          | 2 – 2 | Zacatepec         | Francisco Zarco     | 5 de enero | 20:30 |
| Tampico Madero   | 2 – 0 | Bachilleres       | Tamaulipas          | 6 de enero | 15:30 |
| Acapulco         | 0 – 2 | Mexiquense        | U.D. Acapulco       | 6 de enero | 20:00 |

| Bachilleres       | 2 – 1 | Durango          | Jalisco                | 11 de enero | 20:30 |
| Real San Luis     | 3 – 0 | Nacional Tijuana | Plan de San Luis       | 11 de enero | 20:45 |
| Cruz Azul Hidalgo | 1 – 1 | Atlético Chiapas | 10 de diciembre        | 12 de enero | 13:00 |
| Oaxaca            | 2 – 2 | Tampico Madero   | Benito Juárez          | 12 de enero | 15:30 |
| Aguascalientes    | 4 – 1 | Acapulco         | Municipal              | 12 de enero | 16:00 |
| Veracruz          | 2 – 1 | Querétaro        | Luis "Pirata" Fuente   | 12 de enero | 16:00 |
| Cobras            | 2 – 2 | Mexiquense       | Olímpico Benito Juárez | 12 de enero | 17:00 |
| Correcaminos      | 0 – 0 | RS Zacatecas     | Marte R. Gómez         | 13 de enero | 12:00 |
| Zacatepec         | 4 – 3 | Zitácuaro        | Agustín Coruco Díaz    | 13 de enero | 14:30 |
| Tigrillos         | 1 - 1 | Toros Neza       | Francisco I. Madero    | 13 de enero | 15:00 |

| Nacional Tijuana | 1 – 0 | Tigrillos         | Cerro Colorado      | 19 de enero | 15:00 |
| Toros Neza       | 2 – 1 | Veracruz          | Neza 86             | 19 de enero | 15:00 |
| Zitácuaro        | 1 -1  | Bachilleres       | Ignacio López Rayón | 19 de enero | 15:30 |
| Atlético Chiapas | 1 – 0 | Real San Luis     | Víctor Manuel Reyna | 19 de enero | 15:30 |
| RS Zacatecas     | 3 – 1 | Cruz Azul Hidalgo | Francisco Villa     | 19 de enero | 16:00 |
| Querétaro        | 1 – 1 | Aguascalientes    | Corregidora         | 19 de enero | 17:00 |
| Acapulco         | 1 – 0 | Cobras            | U.D. Acapulco       | 19 de enero | 20:00 |
| Durango          | 2 – 2 | Oaxaca            | Francisco Zarco     | 19 de enero | 20:30 |
| Mexiquense       | 0 - 1 | Zacatepec         | Nemesio Díez        | 20 de enero | 15:30 |
| Tampico Madero   | 0 – 1 | Correcaminos      | Tamaulipas          | 20 de enero | 20:00 |

| Bachilleres       | 2 – 1 | Mexiquense       | Jalisco              | 25 de enero | 20:30 |
| Real San Luis     | 3 - 1 | RS Zacatecas     | Plan de San Luis     | 25 de enero | 20:45 |
| Cruz Azul Hidalgo | 1 - 0 | Tampico Madero   | 10 de diciembre      | 26 de enero | 13:00 |
| Oaxaca            | 2 – 3 | Zitácuaro        | Benito Juárez        | 26 de enero | 15:30 |
| Veracruz          | 0 – 1 | Nacional Tijuana | Luis "Pirata" Fuente | 26 de enero | 16:00 |
| Aguascalientes    | 0 - 2 | Toros Neza       | Municipal            | 26 de enero | 16:00 |
| Querétaro         | 1 – 1 | Acapulco         | Corregidora          | 26 de enero | 20:00 |
| Correcaminos      | 2 - 0 | Durango          | Marte R. Gómez       | 27 de enero | 12:00 |
| Zacatepec         | 3 – 2 | Cobras           | Agustín Coruco Díaz  | 27 de enero | 14:30 |
| Tigrillos         | 2 – 2 | Atlético Chiapas | Francisco I. Madero  | 27 de enero | 15:00 |

| Toros Neza       | 3 – 5 | Querétaro         | Neza 86                | 30 de enero | 15:00 |
| Mexiquense       | 1 – 3 | Oaxaca            | Nemesio Díez           | 30 de enero | 15:00 |
| Atlético Chiapas | 0 – 3 | Veracruz          | Víctor Manuel Reyna    | 30 de enero | 15:00 |
| Zitácuaro        | 2 – 1 | Correcaminos      | Ignacio López Rayón    | 30 de enero | 15:30 |
| Tampico Madero   | 4 – 0 | Real San Luis     | Tamaulipas             | 30 de enero | 15:30 |
| Cobras           | 1 – 2 | Bachilleres       | Olímpico Benito Juárez | 30 de enero | 19:00 |
| Nacional Tijuana | 3 – 1 | Aguascalientes    | Cerro Colorado         | 30 de enero | 19:30 |
| RS Zacatecas     | 0 – 0 | Tigrillos         | Francisco Villa        | 30 de enero | 20:00 |
| Acapulco         | 2 – 2 | Zacatepec         | U.D. Acapulco          | 30 de enero | 20:00 |
| Durango          | 0 – 2 | Cruz Azul Hidalgo | Francisco Zarco        | 30 de enero | 20:30 |

| Toros Neza        | 3 – 1 | Acapulco         | Neza 86              | 2 de febrero | 15:00 |
| Oaxaca            | 2 – 0 | Cobras           | Benito Juárez        | 2 de febrero | 15:30 |
| Aguascalientes    | 5 – 2 | Atlético Chiapas | Municipal            | 2 de febrero | 16:00 |
| Querétaro         | 1 – 1 | Nacional Tijuana | Corregidora          | 2 de febrero | 20:00 |
| Real San Luis     | 6 – 0 | Durango          | Plan de San Luis     | 2 de febrero | 20:45 |
| Correcaminos      | 1 – 3 | Mexiquense       | Marte R. Gómez       | 3 de febrero | 12:00 |
| Bachilleres       | 2 – 1 | Zacatepec        | Jalisco              | 3 de febrero | 12:00 |
| Cruz Azul Hidalgo | 1 – 1 | Zitácuaro        | 10 de diciembre      | 3 de febrero | 12:00 |
| Tigrillos         | 2 – 3 | Tampico Madero   | Francisco I. Madero  | 3 de febrero | 15:00 |
| Veracruz          | 1 – 0 | RS Zacatecas     | Luis "Pirata" Fuente | 3 de febrero | 16:00 |

| Nacional Tijuana | 1 - 1 | Toros Neza        | Cerro Colorado         | 9 de febrero  | 15:00 |
| Mexiquense       | 1 – 0 | Cruz Azul Hidalgo | Nemesio Díez           | 9 de febrero  | 15:00 |
| Atlético Chiapas | 0 – 2 | Querétaro         | Víctor Manuel Reyna    | 9 de febrero  | 15:30 |
| Zitácuaro        | 0 – 2 | Real San Luis     | Ignacio López Rayón    | 9 de febrero  | 15:30 |
| RS Zacatecas     | 3 – 3 | Aguascalientes    | Francisco Villa        | 9 de febrero  | 17:00 |
| Cobras           | 1 - 1 | Correcaminos      | Olímpico Benito Juárez | 9 de febrero  | 17:00 |
| Acapulco         | 3 – 1 | Bachilleres       | U.D. Acapulco          | 9 de febrero  | 20:00 |
| Durango          | 2 – 2 | Tigrillos         | Francisco Zarco        | 9 de febrero  | 20:30 |
| Zacatepec        | 1 – 2 | Oaxaca            | Agustín Coruco Díaz    | 10 de febrero | 14:30 |
| Tampico Madero   | 1 – 1 | Veracruz          | Tamaulipas             | 10 de febrero | 15:30 |

| Nacional Tijuana  | 1 – 0 | Acapulco         | Cerro Colorado       | 16 de febrero | 15:00 |
| Toros Neza        | 3 – 1 | Atlético Chiapas | Neza 86              | 16 de febrero | 15:00 |
| Oaxaca            | 1 – 1 | Bachilleres      | Benito Juárez        | 16 de febrero | 15:30 |
| Aguascalientes    | 2 – 0 | Tampico Madero   | Municipal            | 16 de febrero | 16:00 |
| Veracruz          | 2 – 3 | Durango          | Luis "Pirata" Fuente | 16 de febrero | 16:00 |
| Querétaro         | 2 – 0 | RS Zacatecas     | Corregidora          | 16 de febrero | 20:00 |
| Correcaminos      | 0 – 1 | Zacatepec        | Marte R. Gómez       | 17 de febrero | 12:00 |
| Cruz Azul Hidalgo | 3 – 0 | Cobras           | 10 de diciembre      | 17 de febrero | 12:00 |
| Real San Luis     | 2 – 1 | Mexiquense       | Plan de San Luis     | 17 de febrero | 12:00 |
| Tigrillos         | 0 – 1 | Zitácuaro        | Francisco I. Madero  | 17 de febrero | 15:00 |

| Bachilleres      | 0 – 1 | Correcaminos      | Jalisco                | 22 de febrero | 20:30 |
| Mexiquense       | 3 – 0 | Tigrillos         | Nemesio Díez           | 23 de febrero | 15:00 |
| Zitácuaro        | 2 - 0 | Veracruz          | Ignacio López Rayón    | 23 de febrero | 15:30 |
| Atlético Chiapas | 3 – 1 | Nacional Tijuana  | Víctor Manuel Reyna    | 23 de febrero | 15:30 |
| RS Zacatecas     | 1 – 1 | Toros Neza        | Francisco Villa        | 23 de febrero | 17:00 |
| Cobras           | 1 – 0 | Real San Luis     | Olímpico Benito Juárez | 23 de febrero | 17:00 |
| Acapulco         | 1 – 1 | Oaxaca            | U.D. Acapulco          | 23 de febrero | 20:00 |
| Durango          | 1 – 1 | Aguascalientes    | Francisco Zarco        | 23 de febrero | 20:30 |
| Zacatepec        | 2 – 1 | Cruz Azul Hidalgo | Agustín Coruco Díaz    | 24 de febrero | 14:30 |
| Tampico Madero   | 3 – 2 | Querétaro         | Tamaulipas             | 24 de febrero | 15:30 |

| Toros Neza        | 0 – 1 | Tampico Madero | Neza 86              | 27 de febrero | 15:00 |
| Atlético Chiapas  | 1 – 1 | Acapulco       | Víctor Manuel Reyna  | 27 de febrero | 15:00 |
| Cruz Azul Hidalgo | 1 – 0 | Bachilleres    | 10 de diciembre      | 27 de febrero | 15:30 |
| Nacional Tijuana  | 0 – 1 | RS Zacatecas   | Cerro Colorado       | 27 de febrero | 19:30 |
| Querétaro         | 1 – 2 | Durango        | Corregidora          | 27 de febrero | 20:00 |
| Aguascalientes    | 2 – 1 | Zitácuaro      | Municipal            | 27 de febrero | 20:00 |
| Correcaminos      | 1 - 0 | Oaxaca         | Marte R. Gómez       | 27 de febrero | 20:30 |
| Veracruz          | 2 – 2 | Mexiquense     | Luis "Pirata" Fuente | 27 de febrero | 20:30 |
| Real San Luis     | 1 - 1 | Zacatepec      | Plan de San Luis     | 27 de febrero | 20:45 |
| Tigrillos         | 1 – 1 | Cobras         | Francisco I. Madero  | 28 de febrero | 15:00 |

| Mexiquense     | 1 - 0 | Aguascalientes    | Nemesio Díez           | 2 de marzo | 15:00 |
| Oaxaca         | 1 – 1 | Cruz Azul Hidalgo | Benito Juárez          | 2 de marzo | 15:30 |
| Zitácuaro      | 1 – 2 | Querétaro         | Ignacio López Rayón    | 2 de marzo | 15:30 |
| RS Zacatecas   | 1 – 1 | Atlético Chiapas  | Francisco Villa        | 2 de marzo | 17:00 |
| Cobras         | 2 – 1 | Veracruz          | Olímpico Benito Juárez | 2 de marzo | 17:00 |
| Acapulco       | 3 – 3 | Correcaminos      | U.D. Acapulco          | 2 de marzo | 20:00 |
| Durango        | 2 – 2 | Toros Neza        | Francisco Zarco        | 2 de marzo | 20:30 |
| Bachilleres    | 2 – 2 | Real San Luis     | Jalisco                | 3 de marzo | 12:00 |
| Zacatepec      | 0 – 3 | Tigrillos         | Agustín Coruco Díaz    | 3 de marzo | 14:30 |
| Tampico Madero | 1 – 1 | Nacional Tijuana  | Tamaulipas             | 3 de marzo | 15:30 |

| Nacional Tijuana  | 1 – 1 | Durango        | Cerro Colorado       | 9 de marzo  | 15:00 |
| Toros Neza        | 2 – 1 | Zitácuaro      | Neza 86              | 9 de marzo  | 15:00 |
| Atlético Chiapas  | 1 - 0 | Tampico Madero | Víctor Manuel Reyna  | 9 de marzo  | 15:30 |
| Aguascalientes    | 2 – 0 | Cobras         | Municipal            | 9 de marzo  | 16:00 |
| Veracruz          | 1 – 2 | Zacatepec      | Luis "Pirata" Fuente | 9 de marzo  | 16:00 |
| RS Zacatecas      | 2 – 0 | Acapulco       | Francisco Villa      | 9 de marzo  | 17:00 |
| Querétaro         | 1 – 1 | Mexiquense     | Corregidora          | 9 de marzo  | 20:00 |
| Real San Luis     | 4 – 1 | Oaxaca         | Plan de San Luis     | 9 de marzo  | 20:45 |
| Cruz Azul Hidalgo | 1 – 1 | Correcaminos   | 10 de diciembre      | 10 de marzo | 12:00 |
| Tigrillos         | 1 – 3 | Bachilleres    | Francisco I. Madero  | 10 de marzo | 15:00 |

| Bachilleres    | 1 – 0 | Veracruz          | Jalisco                | 15 de marzo | 20:30 |
| Mexiquense     | 3 – 1 | Toros Neza        | Nemesio Díez           | 16 de marzo | 15:00 |
| Zitácuaro      | 5 – 0 | Nacional Tijuana  | Ignacio López Rayón    | 16 de marzo | 15:30 |
| Oaxaca         | 1 – 0 | Tigrillos         | Benito Juárez          | 16 de marzo | 15:30 |
| Cobras         | 2 – 1 | Querétaro         | Olímpico Benito Juárez | 16 de marzo | 17:00 |
| Acapulco       | 2 – 1 | Cruz Azul Hidalgo | U.D. Acapulco          | 16 de marzo | 20:00 |
| Durango        | 2 – 2 | Atlético Chiapas  | Francisco Zarco        | 16 de marzo | 20:30 |
| Correcaminos   | 3 – 1 | Real San Luis     | Marte R. Gómez         | 17 de marzo | 12:00 |
| Zacatepec      | 2 – 1 | Aguascalientes    | Agustín Coruco Díaz    | 17 de marzo | 14:30 |
| Tampico Madero | 2 – 1 | RS Zacatecas      | Tamaulipas             | 17 de marzo | 15:30 |

| Real San Luis    | 2 – 0 | Cruz Azul Hidalgo | Plan de San Luis     | 22 de marzo | 20:45 |
| Toros Neza       | 0 – 1 | Cobras            | Neza 86              | 23 de marzo | 15:00 |
| Nacional Tijuana | 0 – 2 | Mexiquense        | Cerro Colorado       | 23 de marzo | 15:00 |
| Atlético Chiapas | 3 – 0 | Zitácuaro         | Víctor Manuel Reyna  | 23 de marzo | 15:30 |
| Aguascalientes   | 3 – 2 | Bachilleres       | Municipal            | 23 de marzo | 16:00 |
| Veracruz         | 2 – 3 | Oaxaca            | Luis "Pirata" Fuente | 23 de marzo | 16:00 |
| RS Zacatecas     | 4 – 5 | Durango           | Francisco Villa      | 23 de marzo | 17:00 |
| Querétaro        | 0 – 1 | Zacatepec         | Corregidora          | 23 de marzo | 20:00 |
| Tigrillos        | 1 – 1 | Correcaminos      | Francisco I. Madero  | 24 de marzo | 15:00 |
| Tampico Madero   | 3 – 1 | Acapulco          | Tamaulipas           | 24 de marzo | 15:30 |

| Zacatepec         | 2 – 2 | Toros Neza       | Agustín Coruco Díaz    | 27 de marzo | 15:00 |
| Mexiquense        | 2 – 1 | Atlético Chiapas | Nemesio Díez           | 27 de marzo | 15:00 |
| Zitácuaro         | 2 – 0 | RS Zacatecas     | Ignacio López Rayón    | 27 de marzo | 15:30 |
| Cruz Azul Hidalgo | 0 – 1 | Tigrillos        | 10 de diciembre        | 27 de marzo | 15:30 |
| Oaxaca            | 4 – 3 | Aguascalientes   | Benito Juárez          | 27 de marzo | 15:30 |
| Cobras            | 1 – 0 | Nacional Tijuana | Olímpico Benito Juárez | 27 de marzo | 19:00 |
| Acapulco          | 1 – 2 | Real San Luis    | U.D. Acapulco          | 27 de marzo | 20:00 |
| Correcaminos      | 2 – 0 | Veracruz         | Marte R. Gómez         | 27 de marzo | 20:30 |
| Durango           | 4 – 2 | Tampico Madero   | Francisco Zarco        | 27 de marzo | 20:30 |
| Bachilleres       | 1 – 2 | Querétaro        | Jalisco                | 27 de marzo | 20:45 |

| Nacional Tijuana | 0 – 0 | Zacatepec         | Cerro Colorado       | 30 de marzo | 15:00 |
| Toros Neza       | 2 – 1 | Bachilleres       | Neza 86              | 30 de marzo | 15:00 |
| Atlético Chiapas | 3 – 0 | Cobras            | Víctor Manuel Reyna  | 30 de marzo | 15:30 |
| Aguascalientes   | 3 – 0 | Correcaminos      | Municipal            | 30 de marzo | 16:00 |
| Querétaro        | 2 – 1 | Oaxaca            | Corregidora          | 30 de marzo | 16:00 |
| Veracruz         | 1 – 4 | Cruz Azul Hidalgo | Luis "Pirata" Fuente | 30 de marzo | 16:00 |
| RS Zacatecas     | 0 – 2 | Mexiquense        | Francisco Villa      | 30 de marzo | 17:00 |
| Durango          | 3 - 0 | Acapulco          | Francisco Zarco      | 30 de marzo | 20:30 |
| Tigrillos        | 2 – 1 | Real San Luis     | Francisco I. Madero  | 31 de marzo | 15:00 |
| Tampico Madero   | 2 - 1 | Zitácuaro         | Tamaulipas           | 31 de marzo | 15:30 |

| Bachilleres       | 0 – 0 | Nacional Tijuana | Jalisco                | 5 de abril | 20:30 |
| Real San Luis     | 1 – 0 | Veracruz         | Plan de San Luis       | 5 de abril | 20:45 |
| Cruz Azul Hidalgo | 2 – 1 | Aguascalientes   | 10 de diciembre        | 6 de abril | 13:00 |
| Cobras            | 2 – 1 | RS Zacatecas     | Olímpico Benito Juárez | 6 de abril | 15:00 |
| Oaxaca            | 3 – 1 | Toros Neza       | Benito Juárez          | 6 de abril | 15:30 |
| Zitácuaro         | 2 – 1 | Durango          | Ignacio López Rayón    | 6 de abril | 15:30 |
| Zacatepec         | 2 – 3 | Atlético Chiapas | Agustín Coruco Díaz    | 6 de abril | 16:30 |
| Correcaminos      | 0 – 0 | Querétaro        | Marte R. Gómez         | 7 de abril | 12:00 |
| Mexiquense        | 1 – 2 | Tampico Madero   | Nemesio Díez           | 7 de abril | 12:00 |
| Tigrillos         | 3 – 1 | Acapulco         | Francisco I. Madero    | 7 de abril | 15:00 |

| Nacional Tijuana | 2 – 2 | Oaxaca            | Cerro Colorado       | 13 de abril | 15:00 |
| Atlético Chiapas | 2 – 0 | Bachilleres       | Víctor Manuel Reyna  | 13 de abril | 15:30 |
| Veracruz         | 1 – 2 | Tigrillos         | Luis "Pirata" Fuente | 13 de abril | 16:00 |
| Querétaro        | 3 – 1 | Cruz Azul Hidalgo | Corregidora          | 13 de abril | 16:00 |
| Aguascalientes   | 2 – 1 | Real San Luis     | Municipal            | 13 de abril | 16:00 |
| RS Zacatecas     | 0 – 1 | Zacatepec         | Francisco Villa      | 13 de abril | 17:00 |
| Acapulco         | 3 – 0 | Zitácuaro         | U.D. Acapulco        | 13 de abril | 20:00 |
| Durango          | 0 – 4 | Mexiquense        | Francisco Zarco      | 13 de abril | 20:30 |
| Toros Neza       | 0 – 0 | Correcaminos      | Neza 86              | 14 de abril | 12:00 |
| Tampico Madero   | 3 – 2 | Cobras            | Tamaulipas           | 14 de abril | 15:30 |

| Bachilleres       | 3 – 1 | RS Zacatecas     | Jalisco                | 19 de abril | 20:30 |
| Veracruz          | 2 – 3 | Acapulco         | Luis "Pirata" Fuente   | 20 de abril | 13:45 |
| Real San Luis     | 2 – 2 | Querétaro        | Plan de San Luis       | 20 de abril | 16:00 |
| Correcaminos      | 1 – 0 | Nacional Tijuana | Marte R. Gómez         | 20 de abril | 16:00 |
| Mexiquense        | 4 – 0 | Zitácuaro        | Nemesio Díez           | 20 de abril | 16:00 |
| Cobras            | 1 - 1 | Durango          | Olímpico Benito Juárez | 20 de abril | 16:00 |
| Oaxaca            | 1 - 2 | Atlético Chiapas | Benito Juárez          | 20 de abril | 16:00 |
| Zacatepec         | 6 – 3 | Tampico Madero   | Agustín Coruco Díaz    | 20 de abril | 16:00 |
| Cruz Azul Hidalgo | 0 – 0 | Toros Neza       | 10 de diciembre        | 20 de abril | 16:00 |
| Tigrillos         | 3 - 1 | Aguascalientes   | Francisco I. Madero    | 20 de abril | 16:00 |

## Grupos

### Grupo 1
| Pos. | Equipo                | Pts. | PJ | G  | E | P  | GF | GC | Dif. | Clasificación                   |
| ---- | --------------------- | ---- | -- | -- | - | -- | -- | -- | ---- | ------------------------------- |
| 1    | Zacatepec             | 35   | 19 | 10 | 5 | 4  | 34 | 28 | +6   | Cuartos de final de la liguilla |
| 2    | Chapulineros (D)      | 27   | 19 | 7  | 6 | 6  | 34 | 33 | +1   | Promoción por la permanencia    |
| 3    | Tigrillos de Saltillo | 24   | 19 | 6  | 6 | 7  | 24 | 25 | −1   | Reclasificación a liguilla      |
| 4    | Nacional Tijuana      | 22   | 19 | 5  | 7 | 7  | 17 | 23 | −6   |                                 |
| 5    | Veracruz              | 11   | 19 | 3  | 2 | 14 | 20 | 33 | −13  |                                 |

 Fuente: [cita requerida]
Notas:
1. ↑  Chapulineros no se clasificó para la reclasificación a liguilla por haber terminado último en la tabla de cocientes. Su lugar fue ocupado por Tigrillos de Saltillo.

### Grupo 2
| Pos. | Equipo            | Pts. | PJ | G | E | P | GF | GC | Dif. | Clasificación                   |
| ---- | ----------------- | ---- | -- | - | - | - | -- | -- | ---- | ------------------------------- |
| 1    | Atlético Chiapas  | 32   | 19 | 9 | 5 | 5 | 32 | 28 | +4   | Cuartos de final de la liguilla |
| 2    | Querétaro         | 30   | 19 | 8 | 6 | 5 | 31 | 23 | +8   | Cuartos de final de la liguilla |
| 3    | Cruz Azul Hidalgo | 23   | 19 | 6 | 5 | 8 | 21 | 24 | −3   |                                 |
| 4    | Durango           | 23   | 19 | 5 | 8 | 6 | 32 | 40 | −8   |                                 |
| 5    | Acapulco          | 20   | 19 | 5 | 5 | 9 | 25 | 35 | −10  |                                 |

 Fuente: [cita requerida]

### Grupo 3
| Pos. | Equipo              | Pts. | PJ | G  | E | P | GF | GC | Dif. | Clasificación                   |
| ---- | ------------------- | ---- | -- | -- | - | - | -- | -- | ---- | ------------------------------- |
| 1    | Atlético Mexiquense | 36   | 19 | 11 | 3 | 5 | 36 | 18 | +18  | Cuartos de final de la liguilla |
| 2    | Tampico Madero      | 33   | 19 | 10 | 3 | 6 | 34 | 29 | +5   | Cuartos de final de la liguilla |
| 3    | Toros Neza          | 28   | 19 | 7  | 7 | 5 | 28 | 25 | +3   | Reclasificación a liguilla      |
| 4    | Correcaminos UAT    | 28   | 19 | 7  | 7 | 5 | 21 | 19 | +2   |                                 |
| 5    | Cobras              | 23   | 19 | 6  | 5 | 8 | 21 | 28 | −7   |                                 |

 Fuente: [cita requerida]

### Grupo 4
| Pos. | Equipo               | Pts. | PJ | G | E | P  | GF | GC | Dif. | Clasificación                   |
| ---- | -------------------- | ---- | -- | - | - | -- | -- | -- | ---- | ------------------------------- |
| 1    | Real San Luis (C)    | 30   | 19 | 9 | 3 | 7  | 33 | 24 | +9   | Cuartos de final de la liguilla |
| 2    | Aguascalientes       | 27   | 19 | 8 | 3 | 8  | 35 | 29 | +6   | Cuartos de final de la liguilla |
| 3    | Potros Zitácuaro     | 25   | 19 | 8 | 3 | 8  | 28 | 30 | −2   |                                 |
| 4    | Atlético Bachilleres | 25   | 19 | 7 | 4 | 8  | 24 | 26 | −2   |                                 |
| 5    | RS de Zacatecas      | 17   | 19 | 4 | 5 | 10 | 22 | 32 | −10  |                                 |

 Fuente: [cita requerida]
Notas:
1. ↑  Si bien el partido de la jornada 10 entre Aguascalientes y Potros Zitácuaro se le otorgó como victoria a este último, por reglamento únicamente se le otorgó 1 de 3 puntos por victoria.

## Tabla general
| Pos. | Equipo                | Pts. | PJ | G  | E | P  | GF | GC | Dif. | Clasificación                   |
| ---- | --------------------- | ---- | -- | -- | - | -- | -- | -- | ---- | ------------------------------- |
| 1    | Atlético Mexiquense   | 36   | 19 | 11 | 3 | 5  | 36 | 18 | +18  | Cuartos de final de la liguilla |
| 2    | Zacatepec             | 35   | 19 | 10 | 5 | 4  | 34 | 28 | +6   | Cuartos de final de la liguilla |
| 3    | Tampico Madero        | 33   | 19 | 10 | 3 | 6  | 34 | 29 | +5   | Cuartos de final de la liguilla |
| 4    | Atlético Chiapas      | 32   | 19 | 9  | 5 | 5  | 32 | 28 | +4   | Cuartos de final de la liguilla |
| 5    | Real San Luis (C)     | 30   | 19 | 9  | 3 | 7  | 33 | 24 | +9   | Cuartos de final de la liguilla |
| 6    | Querétaro             | 30   | 19 | 8  | 6 | 5  | 31 | 23 | +8   | Cuartos de final de la liguilla |
| 7    | Toros Neza            | 28   | 19 | 7  | 7 | 5  | 28 | 25 | +3   | Reclasificación a liguilla      |
| 8    | Correcaminos UAT      | 28   | 19 | 7  | 7 | 5  | 21 | 19 | +2   |                                 |
| 9    | Aguascalientes        | 27   | 19 | 8  | 3 | 8  | 35 | 29 | +6   | Cuartos de final de la liguilla |
| 10   | Chapulineros          | 27   | 19 | 7  | 6 | 6  | 34 | 33 | +1   | Promoción por la permanencia    |
| 11   | Potros Zitácuaro      | 25   | 19 | 8  | 3 | 8  | 28 | 30 | −2   |                                 |
| 12   | Atlético Bachilleres  | 25   | 19 | 7  | 4 | 8  | 24 | 26 | −2   |                                 |
| 13   | Tigrillos de Saltillo | 24   | 19 | 6  | 6 | 7  | 24 | 25 | −1   | Reclasificación a liguilla      |
| 14   | Cruz Azul Hidalgo     | 23   | 19 | 6  | 5 | 8  | 21 | 24 | −3   |                                 |
| 15   | Cobras                | 23   | 19 | 6  | 5 | 8  | 21 | 28 | −7   |                                 |
| 16   | Durango               | 23   | 19 | 5  | 8 | 6  | 32 | 40 | −8   |                                 |
| 17   | Nacional Tijuana      | 22   | 19 | 5  | 7 | 7  | 17 | 23 | −6   |                                 |
| 18   | Acapulco              | 20   | 19 | 5  | 5 | 9  | 25 | 35 | −10  |                                 |
| 19   | RS de Zacatecas       | 17   | 19 | 4  | 5 | 10 | 22 | 32 | −10  |                                 |
| 20   | Veracruz              | 11   | 19 | 3  | 2 | 14 | 20 | 33 | −13  |                                 |

 Fuente: [cita requerida]
Notas:
1. ↑  Chapulineros no se clasificó para la reclasificación a liguilla por haber terminado último en la tabla de cocientes. Su lugar fue ocupado por Tigrillos de Saltillo.
2. ↑  Si bien el partido de la jornada 10 entre Aguascalientes y Potros Zitácuaro se le otorgó como victoria a este último, por reglamento únicamente se le otorgó 1 de 3 puntos por victoria.

## Tabla (Porcentual)
| Pos. | Equipo                | I-1999           | V-2000           | I-2000           | V-2001           | I-2001 | V-2002 | Puntos | PJ  | Dif. | Cociente |                              |
| ---- | --------------------- | ---------------- | ---------------- | ---------------- | ---------------- | ------ | ------ | ------ | --- | ---- | -------- | ---------------------------- |
| 1.   | Real San Luis         | 35               | 36               | 21               | 26               | 27     | 30     | 175    | 114 | +34  | 1.5351   |                              |
| 2.   | Querétaro             | 22               | 28               | 31               | 24               | 37     | 30     | 172    | 114 | +10  | 1.5088   |                              |
| 3.   | Toros Neza            | Primera División | Primera División | 32               | 30               | 23     | 28     | 113    | 76  | +13  | 1.4868   |                              |
| 4.   | Correcaminos UAT      | 33               | 24               | 21               | 28               | 35     | 28     | 169    | 114 | +28  | 1.4825   |                              |
| 5.   | Veracruz              | 24               | 28               | 37               | 37               | 30     | 11     | 167    | 114 | +21  | 1.4649   |                              |
| 6.   | Zacatepec             | 36               | 27               | 20               | 15               | 33     | 35     | 166    | 114 | +17  | 1.4561   |                              |
| 7.   | Cruz Azul Hidalgo     | 31               | 31               | 24               | 26               | 29     | 23     | 164    | 114 | +5   | 1.4386   |                              |
| 8.   | Atlético Mexiquense   | 25               | 28               | 15               | 32               | 27     | 36     | 163    | 114 | +12  | 1.4298   |                              |
| 9.   | RS de Zacatecas       | 34               | 23               | 37               | 21               | 25     | 17     | 157    | 114 | −10  | 1.3772   |                              |
| 10.  | Tampico Madero        | Segunda División | Segunda División | Segunda División | Segunda División | 19     | 33     | 52     | 38  | −1   | 1.3684   |                              |
| 11.  | Potros Zitácuaro      | Segunda División | Segunda División | Segunda División | Segunda División | 27     | 25     | 52     | 38  | −6   | 1.3684   |                              |
| 12.  | Nacional Tijuana      | 24               | 26               | 30               | 23               | 28     | 22     | 153    | 114 | −12  | 1.3421   |                              |
| 13.  | Atlético Chiapas      | 33               | 32               | 10               | 19               | 26     | 32     | 152    | 114 | −10  | 1.3333   |                              |
| 14.  | Aguascalientes        | 15               | 18               | 31               | 30               | 30     | 27     | 151    | 114 | +1   | 1.3246   |                              |
| 15.  | Acapulco              | Segunda División | Segunda División | 36               | 27               | 17     | 20     | 100    | 76  | −6   | 1.3158   |                              |
| 16.  | Cobras                | 17               | 27               | 23               | 34               | 15     | 23     | 139    | 114 | −27  | 1.2193   |                              |
| 17.  | Atlético Bachilleres  | 29               | 14               | 29               | 19               | 20     | 25     | 136    | 114 | −4   | 1.1930   |                              |
| 18.  | Tigrillos de Saltillo | 18               | 20               | 27               | 24               | 23     | 24     | 136    | 114 | −33  | 1.1930   |                              |
| 19.  | Durango               | 23               | 23               | 19               | 23               | 24     | 23     | 135    | 114 | −36  | 1.1842   |                              |
| 20.  | Chapulineros          | 21               | 26               | 19               | 16               | 19     | 27     | 128    | 114 | −21  | 1.1228   | Promoción por la permanencia |

## Goleadores
| Nombre                  | Equipo           | Goles |
| ----------------------- | ---------------- | ----- |
| Ariel González          | Querétaro        | 15    |
| Héctor Giménez Silvera  | Mexiquense       | 14    |
| Héctor Carlos Álvarez   | Tampico Madero   | 13    |
| José Enrique García     | Real San Luis    | 12    |
| Juan Manuel Guerra      | Oaxaca           | 12    |
| Edgar González          | Mexiquense       | 11    |
| Juan Carlos Franco      | Aguascalientes   | 11    |
| Cristian Gabriel Torres | Zacatepec        | 11    |
| Carlos German Arangio   | Toros Neza       | 10    |
| José Carlos Días        | Cobras           | 10    |
| Cesar Alexenicer        | Atlético Chiapas | 10    |
| Adrián Lionel Cano      | Durango          | 10    |
| Juan Carlos Centurión   | Acapulco         | 10    |

| 25 de abril, 16:00 | Tigrillos Saltillo                                      | 3 - 1 | Toros Neza       | Estadio Francisco I. Madero, Saltillo                          |                                                                |
|                    | Luis Ramírez 4' · Ángel García 39' · Aldo de Nigris 50' |       | Doryan Reyes 26' | Asistencia: 4,000 espectadores Árbitro(s): Marco Antonio Cueva | Asistencia: 4,000 espectadores Árbitro(s): Marco Antonio Cueva |

| 28 de abril 15:00                               | Toros Neza                    | 2 - 2 | Tigrillos Saltillo                   | Estadio Neza 86, Nezahualcóyotl                              |                                                              |
|                                                 | German Arangio 27' (pen.) 45' |       | Ángel García 68' · Iván Valtolrá 85' | Asistencia: 5,000 espectadores Árbitro(s): José Luis Camargo | Asistencia: 5,000 espectadores Árbitro(s): José Luis Camargo |
| Tigrillos avanzó 3-5 global a Cuartos de Final. |                               |       |                                      |                                                              |                                                              |

|  | Reclasificación                                        | Reclasificación                                        | Reclasificación                                        | Reclasificación                                        | Reclasificación                                        |   |   | Cuartos de final                                           | Cuartos de final                                           | Cuartos de final                                           | Cuartos de final                                           | Cuartos de final                                           |   |  | Semifinales                                         | Semifinales                                         | Semifinales                                         | Semifinales                                         | Semifinales                                         |   |  | Final                                                | Final                                                | Final                                                | Final                                                | Final                                                |  |
|  | 25 de abril de 2002 (ida) 28 de abril de 2002 (vuelta) | 25 de abril de 2002 (ida) 28 de abril de 2002 (vuelta) | 25 de abril de 2002 (ida) 28 de abril de 2002 (vuelta) | 25 de abril de 2002 (ida) 28 de abril de 2002 (vuelta) | 25 de abril de 2002 (ida) 28 de abril de 2002 (vuelta) |   |   | 1 y 2 de mayo de 2002 (ida) 4 y 5 de mayo de 2002 (vuelta) | 1 y 2 de mayo de 2002 (ida) 4 y 5 de mayo de 2002 (vuelta) | 1 y 2 de mayo de 2002 (ida) 4 y 5 de mayo de 2002 (vuelta) | 1 y 2 de mayo de 2002 (ida) 4 y 5 de mayo de 2002 (vuelta) | 1 y 2 de mayo de 2002 (ida) 4 y 5 de mayo de 2002 (vuelta) |   |  | 9 de mayo de 2002 (ida) 12 de mayo de 2002 (vuelta) | 9 de mayo de 2002 (ida) 12 de mayo de 2002 (vuelta) | 9 de mayo de 2002 (ida) 12 de mayo de 2002 (vuelta) | 9 de mayo de 2002 (ida) 12 de mayo de 2002 (vuelta) | 9 de mayo de 2002 (ida) 12 de mayo de 2002 (vuelta) |   |  | 16 de mayo de 2002 (ida) 19 de mayo de 2002 (vuelta) | 16 de mayo de 2002 (ida) 19 de mayo de 2002 (vuelta) | 16 de mayo de 2002 (ida) 19 de mayo de 2002 (vuelta) | 16 de mayo de 2002 (ida) 19 de mayo de 2002 (vuelta) | 16 de mayo de 2002 (ida) 19 de mayo de 2002 (vuelta) |  |
|  |                                                        |                                                        |                                                        |                                                        |                                                        |   |   |                                                            |                                                            |                                                            |                                                            |                                                            |   |  |                                                     |                                                     |                                                     |                                                     |                                                     |   |  |                                                      |                                                      |                                                      |                                                      |                                                      |  |
|  |                                                        |                                                        |                                                        |                                                        |                                                        |   |   |                                                            |                                                            |                                                            |                                                            |                                                            |   |  |                                                     |                                                     |                                                     |                                                     |                                                     |   |  |                                                      |                                                      |                                                      |                                                      |                                                      |  |
|  |                                                        |                                                        |                                                        |                                                        |                                                        |   |   |                                                            |                                                            |                                                            |                                                            |                                                            |   |  |                                                     |                                                     |                                                     |                                                     |                                                     |   |  |                                                      |                                                      |                                                      |                                                      |                                                      |  |
|  |                                                        |                                                        |                                                        |                                                        |                                                        |   |   |                                                            |                                                            |                                                            |                                                            |                                                            |   |  |                                                     |                                                     |                                                     |                                                     |                                                     |   |  |                                                      |                                                      |                                                      |                                                      |                                                      |  |
|  |                                                        |                                                        |                                                        |                                                        |                                                        |   |   |                                                            |                                                            |                                                            |                                                            |                                                            |   |  |                                                     |                                                     |                                                     |                                                     |                                                     |   |  |                                                      |                                                      |                                                      |                                                      |                                                      |  |
|  |                                                        | 4                                                      | Atlético Chiapas                                       | 0                                                      | 3                                                      | 3 |   |                                                            |                                                            |                                                            |                                                            |                                                            |   |  |                                                     |                                                     |                                                     |                                                     |                                                     |   |  |                                                      |                                                      |                                                      |                                                      |                                                      |  |
|  |                                                        |                                                        |                                                        |                                                        |                                                        | 3 |   |                                                            |                                                            |                                                            |                                                            |                                                            |   |  |                                                     |                                                     |                                                     |                                                     |                                                     |   |  |                                                      |                                                      |                                                      |                                                      |                                                      |  |
|  |                                                        |                                                        | 5                                                      | Real San Luis                                          | 3                                                      | 1 | 4 |                                                            |                                                            |                                                            |                                                            |                                                            |   |  |                                                     |                                                     |                                                     |                                                     |                                                     |   |  |                                                      |                                                      |                                                      |                                                      |                                                      |  |
|  |                                                        |                                                        | 5                                                      | Real San Luis                                          | 3                                                      | 1 | 4 |                                                            |                                                            |                                                            |                                                            |                                                            |   |  |                                                     |                                                     |                                                     |                                                     |                                                     |   |  |                                                      |                                                      |                                                      |                                                      |                                                      |  |
|  |                                                        |                                                        |                                                        |                                                        |                                                        |   |   |                                                            |                                                            |                                                            |                                                            |                                                            |   |  |                                                     |                                                     |                                                     |                                                     |                                                     |   |  |                                                      |                                                      |                                                      |                                                      |                                                      |  |
|  |                                                        |                                                        |                                                        |                                                        |                                                        |   |   |                                                            |                                                            |                                                            |                                                            |                                                            |   |  |                                                     |                                                     |                                                     |                                                     |                                                     |   |  |                                                      |                                                      |                                                      |                                                      |                                                      |  |
|  |                                                        |                                                        |                                                        |                                                        |                                                        |   |   |                                                            | 5                                                          | Real San Luis                                              | 2                                                          | 3                                                          | 5 |  |                                                     |                                                     |                                                     |                                                     |                                                     |   |  |                                                      |                                                      |                                                      |                                                      |                                                      |  |
|  |                                                        |                                                        |                                                        |                                                        |                                                        |   |   |                                                            |                                                            |                                                            |                                                            |                                                            | 5 |  |                                                     |                                                     |                                                     |                                                     |                                                     |   |  |                                                      |                                                      |                                                      |                                                      |                                                      |  |
|  |                                                        |                                                        | 9                                                      | Aguascalientes                                         | 0                                                      | 2 | 2 |                                                            |                                                            |                                                            |                                                            |                                                            |   |  |                                                     |                                                     |                                                     |                                                     |                                                     |   |  |                                                      |                                                      |                                                      |                                                      |                                                      |  |
|  |                                                        |                                                        | 9                                                      | Aguascalientes                                         | 0                                                      | 2 | 2 |                                                            |                                                            |                                                            |                                                            |                                                            |   |  |                                                     |                                                     |                                                     |                                                     |                                                     |   |  |                                                      |                                                      |                                                      |                                                      |                                                      |  |
|  |                                                        |                                                        |                                                        |                                                        |                                                        |   |   |                                                            |                                                            |                                                            |                                                            |                                                            |   |  |                                                     |                                                     |                                                     |                                                     |                                                     |   |  |                                                      |                                                      |                                                      |                                                      |                                                      |  |
|  |                                                        |                                                        |                                                        |                                                        |                                                        |   |   |                                                            |                                                            |                                                            |                                                            |                                                            |   |  |                                                     |                                                     |                                                     |                                                     |                                                     |   |  |                                                      |                                                      |                                                      |                                                      |                                                      |  |
|  |                                                        | 2                                                      | Zacatepec                                              | 0                                                      | 2                                                      | 2 |   |                                                            |                                                            |                                                            |                                                            |                                                            |   |  |                                                     |                                                     |                                                     |                                                     |                                                     |   |  |                                                      |                                                      |                                                      |                                                      |                                                      |  |
|  |                                                        |                                                        |                                                        |                                                        |                                                        | 2 |   |                                                            |                                                            |                                                            |                                                            |                                                            |   |  |                                                     |                                                     |                                                     |                                                     |                                                     |   |  |                                                      |                                                      |                                                      |                                                      |                                                      |  |
|  |                                                        |                                                        | 9                                                      | Aguascalientes                                         | 0                                                      | 3 | 3 |                                                            |                                                            |                                                            |                                                            |                                                            |   |  |                                                     |                                                     |                                                     |                                                     |                                                     |   |  |                                                      |                                                      |                                                      |                                                      |                                                      |  |
|  |                                                        |                                                        | 9                                                      | Aguascalientes                                         | 0                                                      | 3 | 3 |                                                            |                                                            |                                                            |                                                            |                                                            |   |  |                                                     |                                                     |                                                     |                                                     |                                                     |   |  |                                                      |                                                      |                                                      |                                                      |                                                      |  |
|  |                                                        |                                                        |                                                        |                                                        |                                                        |   |   |                                                            |                                                            |                                                            |                                                            |                                                            |   |  |                                                     |                                                     |                                                     |                                                     |                                                     |   |  |                                                      |                                                      |                                                      |                                                      |                                                      |  |
|  |                                                        |                                                        |                                                        |                                                        |                                                        |   |   |                                                            |                                                            |                                                            |                                                            |                                                            |   |  |                                                     |                                                     |                                                     |                                                     |                                                     |   |  |                                                      |                                                      |                                                      |                                                      |                                                      |  |
|  |                                                        |                                                        |                                                        |                                                        |                                                        |   |   |                                                            |                                                            |                                                            |                                                            |                                                            |   |  |                                                     | 5                                                   | Real San Luis (t. s.)                               | 1                                                   | 4                                                   | 5 |  |                                                      |                                                      |                                                      |                                                      |                                                      |  |
|  |                                                        |                                                        |                                                        |                                                        |                                                        |   |   |                                                            |                                                            |                                                            |                                                            |                                                            |   |  |                                                     |                                                     |                                                     |                                                     |                                                     | 5 |  |                                                      |                                                      |                                                      |                                                      |                                                      |  |
|  |                                                        |                                                        | 13                                                     | Tigrillos de Saltillo                                  | 4                                                      | 0 | 4 |                                                            |                                                            |                                                            |                                                            |                                                            |   |  |                                                     |                                                     |                                                     |                                                     |                                                     |   |  |                                                      |                                                      |                                                      |                                                      |                                                      |  |
|  |                                                        |                                                        | 13                                                     | Tigrillos de Saltillo                                  | 4                                                      | 0 | 4 |                                                            |                                                            |                                                            |                                                            |                                                            |   |  |                                                     |                                                     |                                                     |                                                     |                                                     |   |  |                                                      |                                                      |                                                      |                                                      |                                                      |  |
|  |                                                        |                                                        |                                                        |                                                        |                                                        |   |   |                                                            |                                                            |                                                            |                                                            |                                                            |   |  |                                                     |                                                     |                                                     |                                                     |                                                     |   |  |                                                      |                                                      |                                                      |                                                      |                                                      |  |
|  |                                                        |                                                        |                                                        |                                                        |                                                        |   |   |                                                            |                                                            |                                                            |                                                            |                                                            |   |  |                                                     |                                                     |                                                     |                                                     |                                                     |   |  |                                                      |                                                      |                                                      |                                                      |                                                      |  |
|  |                                                        | 3                                                      | Tampico Madero                                         | 2                                                      | 2                                                      | 4 |   |                                                            |                                                            |                                                            |                                                            |                                                            |   |  |                                                     |                                                     |                                                     |                                                     |                                                     |   |  |                                                      |                                                      |                                                      |                                                      |                                                      |  |
|  |                                                        |                                                        |                                                        |                                                        |                                                        | 4 |   |                                                            |                                                            |                                                            |                                                            |                                                            |   |  |                                                     |                                                     |                                                     |                                                     |                                                     |   |  |                                                      |                                                      |                                                      |                                                      |                                                      |  |
|  |                                                        |                                                        | 6                                                      | Querétaro                                              | 2                                                      | 0 | 2 |                                                            |                                                            |                                                            |                                                            |                                                            |   |  |                                                     |                                                     |                                                     |                                                     |                                                     |   |  |                                                      |                                                      |                                                      |                                                      |                                                      |  |
|  |                                                        |                                                        | 6                                                      | Querétaro                                              | 2                                                      | 0 | 2 |                                                            |                                                            |                                                            |                                                            |                                                            |   |  |                                                     |                                                     |                                                     |                                                     |                                                     |   |  |                                                      |                                                      |                                                      |                                                      |                                                      |  |
|  |                                                        |                                                        |                                                        |                                                        |                                                        |   |   |                                                            |                                                            |                                                            |                                                            |                                                            |   |  |                                                     |                                                     |                                                     |                                                     |                                                     |   |  |                                                      |                                                      |                                                      |                                                      |                                                      |  |
|  |                                                        |                                                        |                                                        |                                                        |                                                        |   |   |                                                            |                                                            |                                                            |                                                            |                                                            |   |  |                                                     |                                                     |                                                     |                                                     |                                                     |   |  |                                                      |                                                      |                                                      |                                                      |                                                      |  |
|  |                                                        |                                                        |                                                        |                                                        |                                                        |   |   |                                                            | 3                                                          | Tampico Madero                                             | 1                                                          | 2                                                          | 3 |  |                                                     |                                                     |                                                     |                                                     |                                                     |   |  |                                                      |                                                      |                                                      |                                                      |                                                      |  |
|  |                                                        |                                                        |                                                        |                                                        |                                                        |   |   |                                                            |                                                            |                                                            |                                                            |                                                            | 3 |  |                                                     |                                                     |                                                     |                                                     |                                                     |   |  |                                                      |                                                      |                                                      |                                                      |                                                      |  |
|  |                                                        |                                                        | 13                                                     | Tigrillos de Saltillo                                  | 4                                                      | 1 | 5 |                                                            |                                                            |                                                            |                                                            |                                                            |   |  |                                                     |                                                     |                                                     |                                                     |                                                     |   |  |                                                      |                                                      |                                                      |                                                      |                                                      |  |
|  |                                                        |                                                        | 13                                                     | Tigrillos de Saltillo                                  | 4                                                      | 1 | 5 |                                                            |                                                            |                                                            |                                                            |                                                            |   |  |                                                     |                                                     |                                                     |                                                     |                                                     |   |  |                                                      |                                                      |                                                      |                                                      |                                                      |  |
|  |                                                        |                                                        |                                                        |                                                        |                                                        |   |   |                                                            |                                                            |                                                            |                                                            |                                                            |   |  |                                                     |                                                     |                                                     |                                                     |                                                     |   |  |                                                      |                                                      |                                                      |                                                      |                                                      |  |
|  |                                                        |                                                        |                                                        |                                                        |                                                        |   |   |                                                            |                                                            |                                                            |                                                            |                                                            |   |  |                                                     |                                                     |                                                     |                                                     |                                                     |   |  |                                                      |                                                      |                                                      |                                                      |                                                      |  |
|  |                                                        | 1                                                      | Atlético Mexiquense                                    | 0                                                      | 1                                                      | 1 |   |                                                            |                                                            |                                                            |                                                            |                                                            |   |  |                                                     |                                                     |                                                     |                                                     |                                                     |   |  |                                                      |                                                      |                                                      |                                                      |                                                      |  |
|  |                                                        |                                                        |                                                        |                                                        |                                                        | 1 |   |                                                            |                                                            |                                                            |                                                            |                                                            |   |  |                                                     |                                                     |                                                     |                                                     |                                                     |   |  |                                                      |                                                      |                                                      |                                                      |                                                      |  |
|  |                                                        |                                                        | 13                                                     | Tigrillos de Saltillo                                  | 1                                                      | 1 | 2 |                                                            |                                                            |                                                            |                                                            |                                                            |   |  |                                                     |                                                     |                                                     |                                                     |                                                     |   |  |                                                      |                                                      |                                                      |                                                      |                                                      |  |
|  | 7                                                      | Toros Neza                                             | 13                                                     | Tigrillos de Saltillo                                  | 1                                                      | 1 | 2 | 1                                                          | 2                                                          | 3                                                          |                                                            |                                                            |   |  |                                                     |                                                     |                                                     |                                                     |                                                     |   |  |                                                      |                                                      |                                                      |                                                      |                                                      |  |
|  | 7                                                      | Toros Neza                                             |                                                        |                                                        |                                                        |   |   |                                                            |                                                            | 3                                                          |                                                            |                                                            |   |  |                                                     |                                                     |                                                     |                                                     |                                                     |   |  |                                                      |                                                      |                                                      |                                                      |                                                      |  |
|  | 13                                                     | Tigrillos de Saltillo                                  | 3                                                      | 2                                                      | 5                                                      |   |   |                                                            |                                                            |                                                            |                                                            |                                                            |   |  |                                                     |                                                     |                                                     |                                                     |                                                     |   |  |                                                      |                                                      |                                                      |                                                      |                                                      |  |
|  | 13                                                     | Tigrillos de Saltillo                                  | 3                                                      | 2                                                      | 5                                                      |   |   |                                                            |                                                            |                                                            |                                                            |                                                            |   |  |                                                     |                                                     |                                                     |                                                     |                                                     |   |  |                                                      |                                                      |                                                      |                                                      |                                                      |  |
|  |                                                        |                                                        |                                                        |                                                        |                                                        |   |   |                                                            |                                                            |                                                            |                                                            |                                                            |   |  |                                                     |                                                     |                                                     |                                                     |                                                     |   |  |                                                      |                                                      |                                                      |                                                      |                                                      |  |

| Campeón Verano 2002       |
| ------------------------- |
| Real San Luis (1° título) |

| 1 de mayo, 17:00 | Aguascalientes | 0 - 0 | Zacatepec | Estadio Francisco Villa, Zacatecas                             |  |
| |                |       |           | Asistencia: 2,000 espectadores Árbitro(s): Edgar Ulises Rangel |  |
| Aguascalientes ejerció de local en Zacatecas por la demolición del Estadio Municipal donde se construía el actual Estadio Victoria. |                |       |           |                                                                |  |

| 4 de mayo, 15:00                             | Zacatepec           | 2 - 3 | Aguascalientes             | Estadio Agustín Coruco Díaz, Zacatepec, Morelos               |                                                               |
|                                              | Pablo Bocco 29' 81' |       | Domingo Ramírez 9' 38' 49' | Asistencia: 7,000 espectadores Árbitro(s): Hugo León Guajardo | Asistencia: 7,000 espectadores Árbitro(s): Hugo León Guajardo |
| Aguascalientes avanzo a semifinal 3-2 global |                     |       |                            |                                                               |                                                               |

| 1 de mayo, 20:45 | Real San Luis                                    | 3 - 0 | Atlético Chiapas | Estadio Alfonso Lastras Ramírez, San Luis Potosí             |                                                              |
| | Marcelo de Faria 14' 26' · Moctezuma Serrato 78' |       |                  | Asistencia: 20,000 espectadores Árbitro(s): German Arredondo | Asistencia: 20,000 espectadores Árbitro(s): German Arredondo |
| San Luis estableció definitivamente su nueva sede en el estadio Alfonso Lastras, este partido fungió como juego de inauguración. |                                                  |       |                  |                                                              |                                                              |

| 4 de mayo, 16:00                            | Atlético Chiapas                                  | 3 - 1 | Real San Luis      | Estadio Víctor Manuel Reyna, Tuxtla Gutiérrez                   |                                                                 |
|                                             | Jesús Eduardo Córdova 33' · Ricardo Rayas 61' 66' |       | Armando Olmedo 85' | Asistencia: 2,000 espectadores Árbitro(s): José de Jesús Robles | Asistencia: 2,000 espectadores Árbitro(s): José de Jesús Robles |
| Real San Luis avanzo a semifinal 4-3 global |                                                   |       |                    |                                                                 |                                                                 |

| 1 de mayo, 20:00 | Querétaro                              | 2 - 2 | Tampico Madero                   | Estadio Corregidora, Querétaro                                  |                                                                 |
|                  | Ariel González 61' · Roberto López 76' |       | Álvarez 32' · Carlos Morales 44' | Asistencia: 16,000 espectadores Árbitro(s): Jorge Eduardo Gasso | Asistencia: 16,000 espectadores Árbitro(s): Jorge Eduardo Gasso |

| 4 de mayo, 19:00                               | Tampico Madero                 | 2 - 0 | Querétaro | Estadio Tamaulipas, Tampico - Ciudad Madero, Tamaulipas         |                                                                 |
|                                                | Álvarez 62' · Sergio Pérez 80' |       |           | Asistencia: 15,000 espectadores Árbitro(s): Marco Antonio Cueva | Asistencia: 15,000 espectadores Árbitro(s): Marco Antonio Cueva |
| Tampico Madero avanzo a Semifinales 4-2 global |                                |       |           |                                                                 |                                                                 |

| 2 de mayo, 15:00 | Tigrillos Saltillo     | 1 - 0 | Atlético Mexiquense | Estadio Francisco I. Madero, Saltillo                        |                                                              |
|                  | Juan Manuel Azuara 27' |       |                     | Asistencia: 5,000 espectadores Árbitro(s): Felipe Ramos Rizo | Asistencia: 5,000 espectadores Árbitro(s): Felipe Ramos Rizo |

| 5 de mayo, 12:00                        | Atlético Mexiquense   | 1 - 1 | Tigrillos Saltillo | Estadio Nemesio Diez, Toluca                                |                                                             |
|                                         | Juan Pablo Alfaro 90' |       | Valtencir Gomes 6' | Asistencia: 500 espectadores Árbitro(s): Sergio Silva Rigau | Asistencia: 500 espectadores Árbitro(s): Sergio Silva Rigau |
| Tigrillos avanzo a semifinal 2-1 global |                       |       |                    |                                                             |                                                             |

| 9 de mayo, 16:00 | Aguascalientes | 0 - 2 | Real San Luis                             | Estadio Olímpico de Aguascalientes, Aguascalientes             |                                                                |
| |                |       | Carlos Infante 24' · Marcelo de Faria 44' | Asistencia: 5,000 espectadores Árbitro(s): Marco Antonio Cueva | Asistencia: 5,000 espectadores Árbitro(s): Marco Antonio Cueva |
| Aguascalientes jugó de local en el Estadio Olímpico de la Unidad Deportiva de la ciudad por la demolición del Estadio Municipal, donde se construía el actual Estadio Victoria. |                |       |                                           |                                                                |                                                                |

| 12 de mayo, 12:00                          | Real San Luis                                                | 3 - 2 | Aguascalientes                                | Estadio Alfonso Lastras Ramírez, San Luis Potosí               |                                                                |
|                                            | Marcelo de Faria 39' · Carlos Infante 71' · Jorge Flores 76' |       | Juan Carlos Franco 16' · Rodolfo Espinoza 52' | Asistencia: 22,000 espectadores Árbitro(s): Sergio Silva Rigau | Asistencia: 22,000 espectadores Árbitro(s): Sergio Silva Rigau |
| Real San Luis avanzo a la final 5-2 global |                                                              |       |                                               |                                                                |                                                                |

| 9 de mayo, 16:00 | Tigrillos Saltillo                                                                  | 4 - 1 | Tampico Madero    | Estadio Francisco I. Madero, Saltillo                         |                                                               |
|                  | Aldo de Nigris 9' · Valtencir Gomes 19' · Guillermo Maciel 22' · Luis Maldonado 92' |       | Carlos Morales 8' | Asistencia: 5,000 espectadores Árbitro(s): Hugo León Guajardo | Asistencia: 5,000 espectadores Árbitro(s): Hugo León Guajardo |

| 12 de mayo, 15:00                      | Tampico Madero  | 1 - 2 | Tigrillos Saltillo                 | Estadio Tamaulipas, Tampico - Ciudad Madero, Tamaulipas       |                                                               |
|                                        | Pedro Muñoz 72' |       | Ángel García 35' · David Oliva 38' | Asistencia: 20,000 espectadores Árbitro(s): José Luis Camargo | Asistencia: 20,000 espectadores Árbitro(s): José Luis Camargo |
| Tigrillos avanzo a la final 6-2 global |                 |       |                                    |                                                               |                                                               |

| 16 de mayo, 16:00 | Tigrillos Saltillo                                                                      | 4 - 1 | Real San Luis                  | Estadio Francisco I. Madero, Saltillo                         |                                                               |
|                   | Luis Álvarez 42' · Valtencir Gomes 47' (pen.) · Aurelio Molina 60' · Aldo de Nigris 81' |       | José Enrique García 45' (pen.) | Asistencia: 5,000 espectadores Árbitro(s): Sergio Silva Rigau | Asistencia: 5,000 espectadores Árbitro(s): Sergio Silva Rigau |

| 19 de mayo, 12:00                        | Real San Luis                                                         | 4 - 0 | Tigrillos Saltillo | Estadio Alfonso Lastras Ramírez, San Luis Potosí            |                                                             |
|                                          | Marcelo de Faria 22' · Moctezuma Serrato 55' 97' · Miguel Salcedo 89' |       |                    | Asistencia: 22,000 espectadores Árbitro(s): Gilberto Alcalá | Asistencia: 22,000 espectadores Árbitro(s): Gilberto Alcalá |
| Real San Luis fue campeón con gol de oro |                                                                       |       |                    |                                                             |                                                             |

| 23 de mayo, 16:00 | Veracruz          | 1 - 1 | Real San Luis        | Estadio Luis "Pirata" Fuente, Veracruz                          |                                                                 |
|                   | Diego Melillo 14' |       | Edwin Santibáñez 54' | Asistencia: 19,000 espectadores Árbitro(s): Edgar Ulises Rangel | Asistencia: 19,000 espectadores Árbitro(s): Edgar Ulises Rangel |

| 26 de mayo, 12:00                         | Real San Luis                                                        | 3 - 1 | Veracruz            | Estadio Alfonso Lastras Ramírez, San Luis Potosí                   |                                                                    |
|                                           | Marcelo de Faria 12' · Ignacio Mendoza 48' · José Enrique García 88' |       | Fernando Juárez 70' | Asistencia: 22,000 espectadores Árbitro(s): Gilberto Alcalá Pineda | Asistencia: 22,000 espectadores Árbitro(s): Gilberto Alcalá Pineda |
| Real San Luis ascendió a Primera División |                                                                      |       |                     |                                                                    |                                                                    |

| 29 de mayo, 20:30 | Veracruz                                        | 3 - 1 | León               | Estadio Luis "Pirata" Fuente, Veracruz                         |                                                                |
|                   | Fernando Juárez 31' · Carlos Casartelli 45' 64' |       | Jorge Toledano 77' | Asistencia: 10,000 espectadores Árbitro(s): Sergio Silva Rigau | Asistencia: 10,000 espectadores Árbitro(s): Sergio Silva Rigau |

| 1 de junio, 20:30                    | León | 0 - 0   | Veracruz | Estadio Nou Camp, León                                       |                                                              |
|                                      |      | Reporte |          | Asistencia: 34,500 espectadores Árbitro(s): German Arredondo | Asistencia: 34,500 espectadores Árbitro(s): German Arredondo |
| Veracruz ascendió a Primera División |      |         |          |                                                              |                                                              |

| 15 de mayo, 16:00 | Astros                                                           | 4 - 2 | Oaxaca                              | Estadio Corona Nuevo Milenio, Ciudad Juárez |                                  |
|                   | Eder Moyeda 3' 61' · Cesar Gradito 50' · Ricardo de la Garza 79' |       | Carlos Díaz 30' · Roque Galeano 84' | Árbitro(s): José de Jesús Robles            | Árbitro(s): José de Jesús Robles |

| 18 de mayo, 20:00                       | Oaxaca                                                                                  | 4 - 0 | Astros | Estadio Benito Juárez, Oaxaca                                     |                                                                   |
|                                         | David de la Torre 22' · Víctor Pacheco 39' · Carlos Juárez 65' · Juan Manuel Guerra 70' |       |        | Asistencia: 6,000 espectadores Árbitro(s): Gilberto Alcalá Pineda | Asistencia: 6,000 espectadores Árbitro(s): Gilberto Alcalá Pineda |
| Oaxaca permaneció en Primera División A |                                                                                         |       |        |                                                                   |                                                                   |

| Predecesor: Invierno 2001 | Temporadas de la Primera División 'A' de México Verano 2002 | Sucesor: Apertura 2002 |

- Datos: Q16774733